# Indicoblemma lannaianum
Espèce
Indicoblemma lannaianum est une espèce d'araignées aranéomorphes de la famille des Tetrablemmidae.

## Distribution
Cette espèce est endémique de Thaïlande.

## Publication originale
- Burger, 2005 : The spider genus Indicoblemma Bourne, with description of a new species (Araneae: Tetrablemmidae). Bulletin of the British Arachnological Socity, vol. 13, p. 97-111.